# 耶爾 (伊利諾伊州)
耶爾（英語：Yale）是位於美國伊利諾伊州傑斯帕縣的一個村落。

## 地理
耶爾的座標為39°07′15″N 88°01′28″W / 39.12083°N 88.02444°W，而該地最高點為海拔高度170米（即558英尺）。

## 人口
根據2010年美國人口普查的數據，耶爾的面積為1.49平方千米，當中陸地面積為1.49平方千米，而水域面積為0.00平方千米。當地共有人口86人，而人口密度為每平方千米57人。